# Akilandeswari
Akilandeswari ou Akhilāṇḑeśvarī (Deusa régua do Universo, em uma tradução livre) é uma das principais personificações da deusa hindu Parvati. Sua famosa morada é o templo de Thiruvanaikaval. Aadi Pooram e  Aadi Velli são dois importantes festivais realizados neste templo em homenagem à Akilandeswari.
Outras importantes personificações de Parvati são Minakshi de Madurai, Kamakshi de Kanchipuram e Vishalakshi de Varanasi.